# Matsalu Nationalpark
Matsalu Nationalpark (tidligere Matsalu Nature Reserve, estisk: Matsalu rahvuspark, ofte bare Matsalu ) er et naturreservat og nationalpark beliggende i amtet  Läänemaa i Estland. Matsalu Nationalpark spænder over et område på 486 km2     , der består af Matsalubugten, Kasari-floddeltaet, landsbyen Matsalu og de omkringliggende områder.
Matsalubugten er et af de vigtigste vådområder for fugle i Europa på grund af dens fremtrædende placering på den østatlantiske hovedtrækrute. Et stort antal trækfugle bruger Matsalu som rasteområde . Hver forår passerer over to millioner vandfugle Matsalu, hvoraf ca. 1,6 millioner er havlitter. 
Matsalu Nationalpark er et hjem for en række truede arter, hvoraf mange er opført på den estiske IUCN-rødliste, herunder havørn  der er i den højeste bevaringskategori, en masse fuglearter i den anden og tredje beskyttelseskategori, 22 stærkt beskyttede plantearter, strandtudse og ti pattedyrarter i den anden bevaringskategori.

## Beskrivelse
Matsalu National Park dækker et samlet areal på 486,1 km2, der omfatter Matsalu-bugten sammen med deltaet i Kasarifloden og dens omkringliggende områder - oversvømmede områder, kystenge, skove, skovklædte enge og afsnittet Väinameri omkring mundingen af bugten, som omfatter mere end 50 øer. 224,3 km2         af det beskyttede område er land, og 261,8 km2 er vand. Matsalubugten er lavvandet, med brakvand og rig på næringsstoffer. Bugten er 18 km lang og 6. km bred, men har en gennemsnitlig dybde på kun 1,5 meter   og en maksimal dybde på 3,5 meter.  Vandets saltholdighed er ca. 0,7 promille. Kystlinjens længde på bugten er ca. 165 km. Bugtens kystlinje mangler høje kanter, og den indre mudrede og beskyttede  del er tilgroet med tagrør.
Kasarifloden er den største af flere floder, der løber ind i Matsalubugten. Kasariflodens delta er ikke i sin naturlige tilstand på grund af opmudring i perioden mellem 1930 og 1960, hvilket har efterladt et mudret lavland på 40 km2 der er en af de største åbne, våde enge i Europa. Rørskov omkring hovedkanalen ekspanderer mod vest, op til 100 meter hvert år.  Den gennemsnitlige sæsonvariation af Kasarifloden er over 1,7 meter. Floderne fører store mængder næringsrige sedimenter ind i bugten fra et afvandingsområde på  over 3.500 km2. Sedimenterne aflejres i flodmundingen, hvilket udvider lavlandet.
Der er registreret i alt 282 fuglearter i Matsalu, hvoraf 175 yngler og 33 er trækkende vandfugle. 49 arter af fisk og 47 arter af pattedyr er registreret i nationalparken, sammen med 772 arter af karplanter.
Hver forår passerer over to millioner vandfugle Matsalu, heriblandt 10.000-20.000 pibesvaner, 10.000 bjergænder, hvinænder, troldænder, stor skallesluger og mange andre. En koloni på op til 20.000 bramgæs, over 10.000 grågæs og tusinder af vaderefugle stopper for at fouragere i foråret. De mest talrige trækfugle (ca. 1,6 millioner) er havlit. Cirka 35.000-40.000 ænder yngler i rørskovene om  foråret.  Om efteråret passerer ca. 300.000 trækkende vandfugle Matsalu. Vådområdet er den største rasteplads for traner i Europa. Det højeste registrerede antal traner i parken har været 23.000.

## Internationale markeringer
I 1976 kom Matsalu med på listen over vådområder af international betydning  under den internationale konvention om beskyttelse af vådområder (Ramsar-konventionen).   Matsalu naturreservat blev i 2003 tildelt European Diploma of Protected Areas (en) af Europarådet i anerkendelse af parkens succes med at bevare mangfoldigheden af levesteder og de mange fuglearter og andre biom grupper i naturreservatet. Matsalu er det eneste naturreservat i Estland, der har det europæiske diplom,   som blev forlænget med fem år i 2008.   

## Nationalpark
I 2004 blev Matsalu Nature Reserve sammen med de omkringliggende områder omdannet til  Matsalu National Park.   Matsalu har syv fugletårne (Penijõe, Kloostri, Haeska, Suitsu, Jugasaare, Küdeva og Keemu) og tre vandrestier. 

## Galleri
- Suitsueng
- En flok af bramgæs
- Kumari
- Kyst på Puise-halvøen
- Forårsoversvømmelse i Kasarifloden
- Kasari
- Fiskerhytter ved Suitsu-floden i Matsalu National Park
- Gammel høstald ved slutningen af Suitsu-vandrestien
- Kystlinjen set fra landsbyen Haeska
- Høst på Puhtulaid- halvøen
- Det gamle herregård i Matsalu
- Den lille havn i Keemu
- Net og fiskerhytter på floden Tuudi
- Porimägi